# Мартин галапагоський
Мартин галапагоський (Creagrus furcatus) — екваторіальний морський птах родини мартинових (Laridae). Гніздиться в основному на Галапагоських островах (усі великі та кілька малих островів), а також на острові Мальпело (Колумбія). Поза межами сезону розмноження — пелагічний птах (тобто проводить час у відкритому океані), мігруючи на схід до узбережжя Еквадора і Перу. Візуально відмітною особливістю виду є наявність червоних кіл навколо очей, висловлювалося припущення, що вони пов'язані з нічним зором.